# Zou !

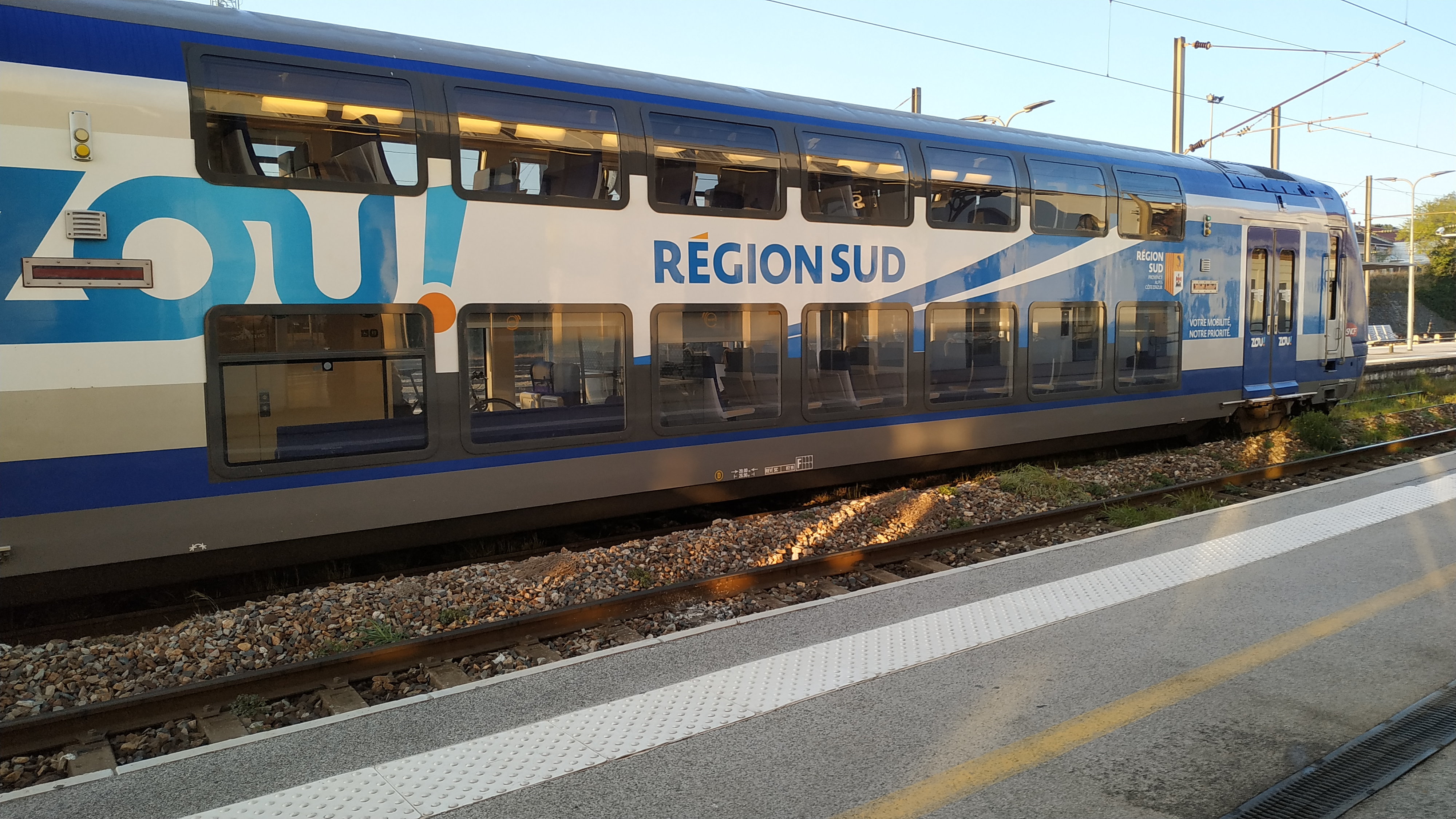
Un TER arborant la nouvelle marque « ZOU! Région Sud » en gare des Arcs - Draguignan

Zou ! est le réseau de transport en commun de la région Provence-Alpes-Côte d'Azur depuis 2018. Il regroupe les trains express régionaux, les Chemins de fer de Provence, les lignes express régionales, les lignes de car interurbaines qui étaient de la compétence des départements jusqu'au 1er janvier 2017 ainsi que des services de ramassage scolaire.

## Réseau ferroviaire

Logo des TER en région Provence-Alpes-Côte-d'Azur.
Logo des CP en région Provence-Alpes-Côte-d'Azur.

## Réseau routier

### Lignes express (anciennement LER)
Créées dans le but de desservir des régions non desservies par le rail ou quand les lignes ferroviaires sont insuffisantes et fermées, les LER parcourent depuis 1997 l'ensemble du territoire régional.
Les lignes sont organisées par le conseil régional sous le régime de délégation de service public. Les LER comportent également des lignes initialement exploitées par des sociétés privées pour leur propre compte, avec concession accordée par le conseil régional.

Le long des grands axes de circulation, les LER sont tracées par autoroute et ne desservent qu'une sélection de localités au passage. Sur une même ligne, des variantes de parcours peuvent exister, avec des services ne quittant pratiquement pas l'autoroute et des services effectuant une desserte locale. La plupart des LER constituent une offre alternative au train sur la majorité du parcours, soit en proposant des itinéraires plus directs et plus courts, soit en concurrençant le train sur le même axe. D'autres LER comblent des lacunes du réseau ferré dans les zones peu peuplées, et desservent un petit nombre de communes éloignées des gares. Dans la vallée de Durance, de nombreuses LER partagent un tronc commun. Elles sont huit entre Marseille et Aix-en-Provence (section parcourue sans aucun arrêt commercial), et encore sept entre Aix et Manosque. À partir de la vallée de Durance, la ville de Digne-les-Bains est desservie par non moins de six lignes, dont quatre passant par Saint-Auban. Ces lignes sont résumées dans les tableaux récapitulatifs no 37 et 38.

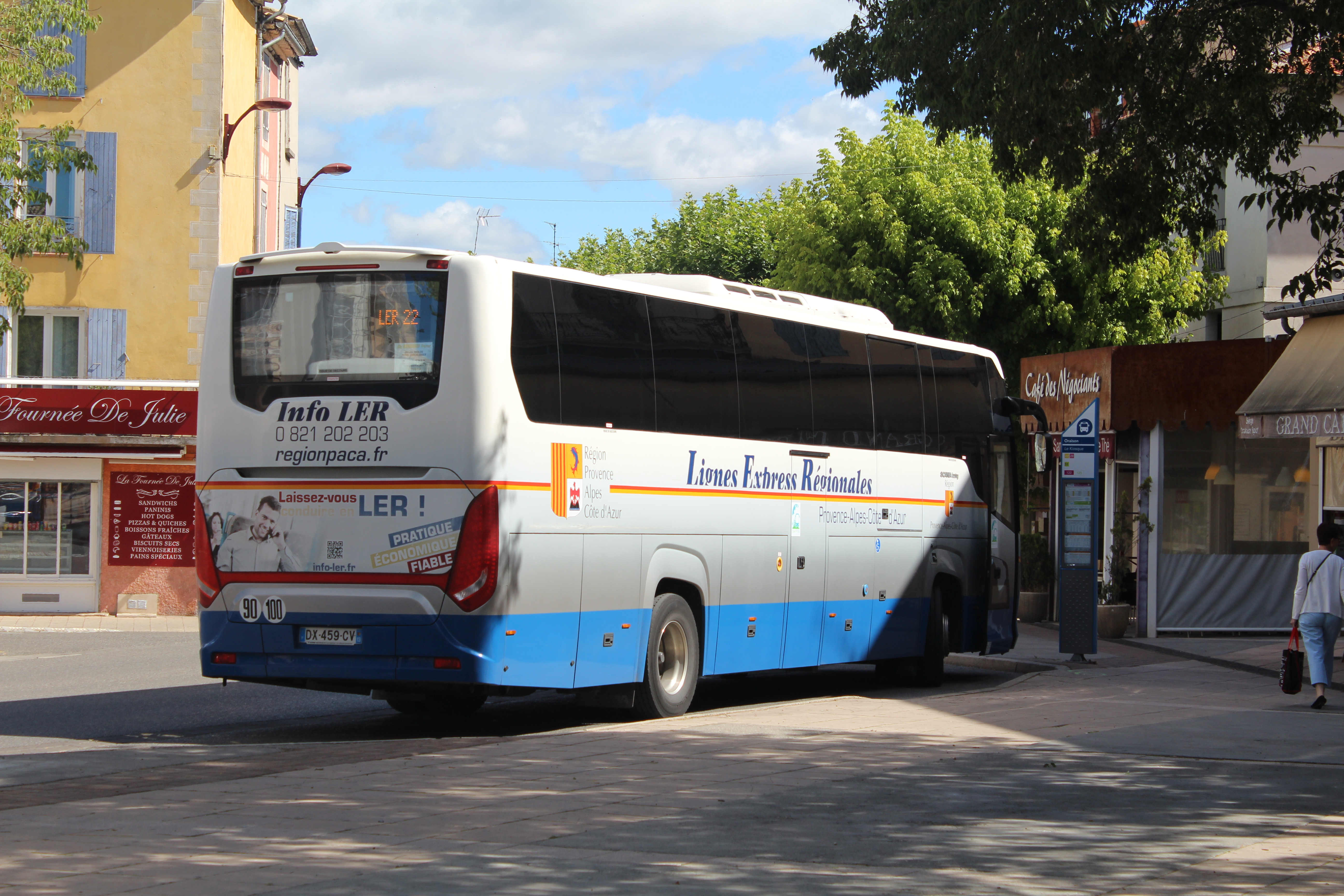
Bus du réseau à Oraison.

Le réseau des lignes express régionales compte aujourd'hui 16 lignes permettant de desservir plus de 300 communes sur l'ensemble du territoire. Actuellement[Quand ?], 172 dessertes LER qui circulent tous les jours, soit près d'un million de voyageurs par an.
Le 1er janvier 2023, le réseau a été renuméroté.

### Lignes de proximité et scolaires
En application de la loi NOTRe, les lignes interurbaines qui relevaient précédemment des départements ont été transférées soit aux métropoles pour celles situées sur leurs territoires, soit à la région.
- Département des Alpes-de-Haute-Provence ;
- Département des Hautes-Alpes ;
- Département des Alpes-Maritimes ;
- Département des Bouches-du-Rhône ;
- Département du Var ;
- Département du Vaucluse.

## Les anciennes lignes
| Ligne | Année ouverture | Année fermeture | Tracé                                              | Note                                                    |
| ----- | --------------- | --------------- | -------------------------------------------------- | ------------------------------------------------------- |
| 62    |                 | 2023            | Avignon - Forcalquier / Manosque - Digne-les-Bains | Scindée en trois lignes de proximité : 482, 483 et 915. |

## Sources